# Pedro, o Eremita
Pedro, o Eremita ou Pedro de Amiens (Amiens, 1053 – Abadia de Neufmoutier, Huy, 8 de julho de 1115), chamado Pierre l'Ermite ou Pierre d’Amiens em francês e Petrus Eremita em latim, foi um monge francês e um dos principais pregadores da Primeira Cruzada.
Liderou a componente não-oficial desta expedição, a malograda Cruzada Popular ou Cruzada dos Mendigos, e foi um dos seus poucos sobreviventes. Depois de se juntar à Cruzada dos Nobres, conseguiu cumprir o seu voto de cruzado de visitar o Santo Sepulcro em Jerusalém. Morreria somente alguns anos mais tarde, em solo europeu.

## Antes da Cruzada
O nome Pedro de Amiens atribuído por alguns cronistas leva a pensar que terá nascido nesta cidade ou ao seu redor. No século XIX, os historiadores consideravam que tinha nascido em uma família nobre, que tinha sido um cavaleiro veterano de batalhas que se arrependeu da vida que levava e decidiu viver como um eremita. Segundo Alberto de Aquisgrão, afirmava pregar a cruzada «para remédio da sua alma». No entanto, estudos críticos modernos demonstraram que para além dos relatos muito imprecisos de Alberto de Aquisgrão, esta afirmação não é suportada por mais nenhuma fonte. Por outro lado, nenhum dos cronistas e historiadores da época conseguiu encontrar o nome da família de que Pedro descendia.
Segundo Pierre Léon Paulet, seria filho de Renauld L'Hermite (Reinaldo o Eremita) de Auvérnia com Alide de Montaigu da Picardia. Teria sido casado com Beatriz de Roussy da Normandia, com a qual teve dois filhos: Pedro e Ailide. Ao enviuvar, teria tomado o hábito de religioso. Estaria assim na origem da família L'Hermite (literalmente os Eremita em português), da qual também foram membros Tristan L’Hermite, ministro do rei Luís XI de França, Jacques L'Hermite (1582-1624), navegador que deu o seu nome às Ilhas Eremita junto ao Cabo de Hornos na Terra do Fogo, e François Tristan L'Hermite (1601-1655), escrivão e membro da Academia Francesa, continuando a haver seus descendentes com este sobrenome na actualidade.
Outra versão foi descrita no século XIV pelo trovador francês Jehan-le-Bouteiller, que cantava a memória «de um chamado Pedro o Eremita, descendente de um conde de Clairmont por um senhor de Herrymont», e que se casou com uma mulher da família Montagut. Estes seriam os pais de Pedro: Renauld d'Hérimont e Aleïdis de Montaigu. O nome de Aleïdis encontra-se no obituário da Abadia de Neufmoustier em Huy como a «mãe de Dom Pedro, possuidora de uma casa em Huy». É então provável que Pedro tivesse nascido em Hérimont, no vale do rio Lesse (nas Ardenas), região naquela época (c. 1050) sob a suserania do poderoso senhorio de Montaigu.
Também lhe é atribuída uma peregrinação a Jerusalém em 1093, durante a qual Pedro teria observado as perseguições sofridas pelos peregrinos. Ao informar esta situação ao papa Urbano II, tê-lo-ia incitado a lançar o apelo da cruzada. No entanto, historiadores actuais qualificam este episódio como uma lenda a desconsiderar da história. Segundo Ana Comnena, Pedro tentara fazer uma peregrinação a Jerusalém antes de 1096, mas os turcos seljúcidas capturaram-no e torturaram-no, impedido-o de completar a viagem. No entanto, esta informação não é considerada fidedigna.

## Pregação da Primeira Cruzada

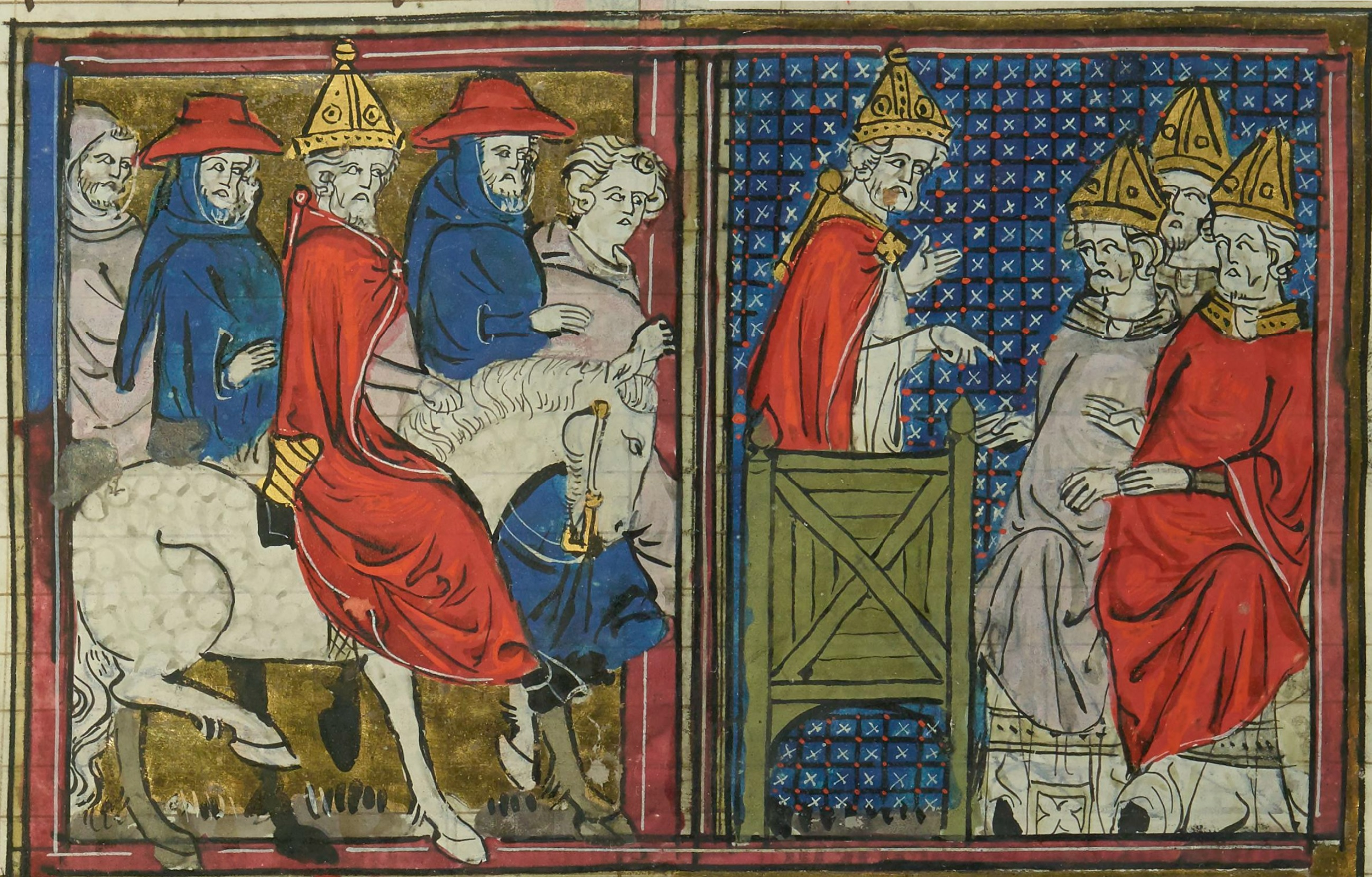
O papa Urbano II numa gravura do século XIV

Seis meses depois de receber um apelo de ajuda do imperador bizantino Aleixo I Comneno para a luta contra os turcos, o papa Urbano II reuniu o Concílio de Clermont, no qual exortou a sua audiência a tirar o controlo de Jerusalém das mãos dos muçulmanos. Durante 1095 e 1096, Urbano continuou a pregar a cruzada pela França e incentivou os seus bispos e legados a fazerem o mesmo nas suas dioceses da França, Germânia, e Itália.
A ideia da cruzada foi tão bem aceita que pregadores percorreram a Europa, influenciando um grande número de nobres. Mas a maioria dos que tomaram a cruz pertenciam ao povo pobre, vítima de secas, fome e pestes, numa época marcada pelo milenarismo e pela superstição.
As fontes diferem quanto à sua presença ou não no Concílio de Clermont, mas é consensual que Pedro foi um dos mais populares pregadores da cruzada, juntando multidões em Berry, Orléanais, Champagne, Lorena e Renânia. Em pouco tempo passou para a história como um orador apaixonado, e a vasta maioria dos historiadores, cronistas e autores de outros escritos concordam que foi pela sua influência que milhares de plebeus tomaram a cruz.

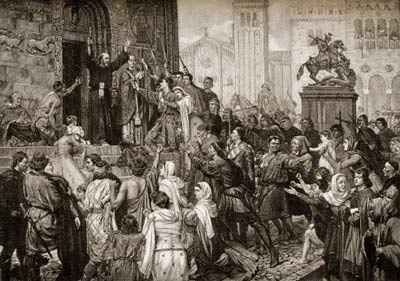
Pedro o Eremita prega a cruzada ao povo (ilustração de Gustave Doré, século XIX)

No entanto, a Cruzada Popular também incluiu soldados armados e nobres como Gualtério Sem-Haveres. O facto de ser também conhecida como Cruzada dos Mendigos é consequência de na Idade Média a palavra mendigo poder indicar humildade e renúncia ao mundo material, um estado de empobrecimento ou mendicidade perante perante Deus e a Igreja. Pedro organizou e guiou estes mendigos como um grupo de peregrinos espiritualmente purificado e santo que seria protegido pela hoste de Deus.
Segundo Guilherme de Malmesbury, o Eremita foi o verdadeiro autor e originador da Primeira Cruzada. Durante uma visita a Jerusalém antes de 1096, teria sido testemunha de uma aparição de Jesus na Igreja do Santo Sepulcro, que o teria encarregado de pregar a cruzada. Esta história também é contada por Guilherme de Tiro, o que indica que, em poucas décadas, descendentes dos  cruzados já acreditavam que tinha sido Pedro quem originara a expedição.
Esta lenda pode ter tido origem ainda durante a Cruzada dos Nobres: nos acampamentos dos populares pobres que existiam lado a lado com os dos cavaleiros, e que custavam cada vez mais às bolsas dos nobres para sustentar com o decorrer da expedição, teria já começado alguma idolatria a Pedro o Eremita, paralelamente à glorificação similar de Godofredo de Bulhão pelos lorenos.

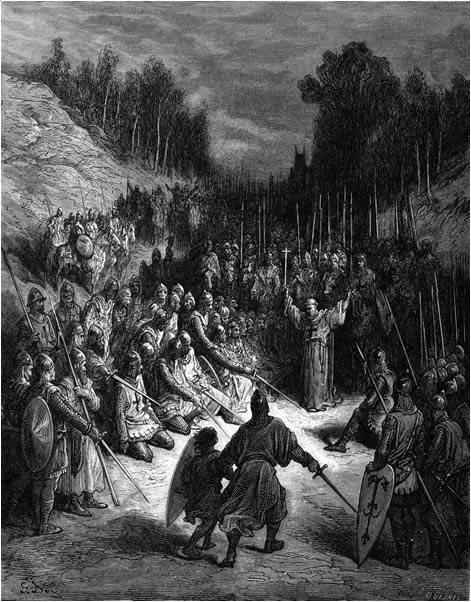
Pedro prega aos cruzados, inspirando reverência e maravilhamento (ilustração de Gustave Doré, século XIX)

Para estes plebeus, Pedro naturalmente se tornou no instigador da cruzada, que pela mesma visão simplista tornou Godofredo no fundador do Reino Latino de Jerusalém e o legislador dos Assizes de Jerusalém. Esta versão será tão antiga quanto a Chanson des chétifs, um poema que o príncipe Raimundo de Antioquia mandou compor em honra de o Eremita e dos seus seguidores pouco depois de 1130, que depois passou para a Chanson d'Antioche e agora faz parte do conjunto de canções de gesta chamado Ciclo das Cruzadas. Também surge nas crónicas de Alberto de Aquisgrão, escritas em cerca de 1130 e usadas como referência para a obra de Guilherme de Tiro. A maioria dos escritores contemporâneos da Primeira Cruzada concordam assim que Pedro foi o seu verdadeiro instigador, que os seus objectivos teriam sido corrompidos e servido para a prática de violência, em contraste com a natureza mais pura e essencialmente não-violenta da Cruzada Popular.
Historiadores católicos e académicos modernos desmentem esta versão dos acontecimentos, considerando tais histórias como um caso de amplificação lendária da Primeira Cruzada - que tendo começado durante a própria expedição, na idealização dos cruzados, em pouco tempo se desenvolveu em uma saga. São consideradas autoridades sobre a história de Pedro o Eremita: Gesta Francorum e Ana Comnena na Alexíada; para o personagem lendário, Alberto de Aquisgrão.
Pedro juntou o seu exército em Colónia a 12 de abril de 1096, planeando parar nessa cidade para pregar aos germânicos e obter mais cruzados. Mas o contingente franco não estava disposto a aguardar pela chegada destes, pelo que alguns milhares partiram em direcção a Constantinopla sob a liderança de Gualtério Sem-Haveres.
Simultaneamente nesta região estava a ocorrer a violência anti-semítica pregada por padres como Volkmar e Gottschalk. Pedro o Eremita não terá apelado à perseguição dos judeus, mas terá usado o terror criado pelos massacres cometidos contra esta minoria para obter, das suas comunidades ameaçadas, o financiamento e os mantimentos necessários à expedição.

## Cruzada Popular

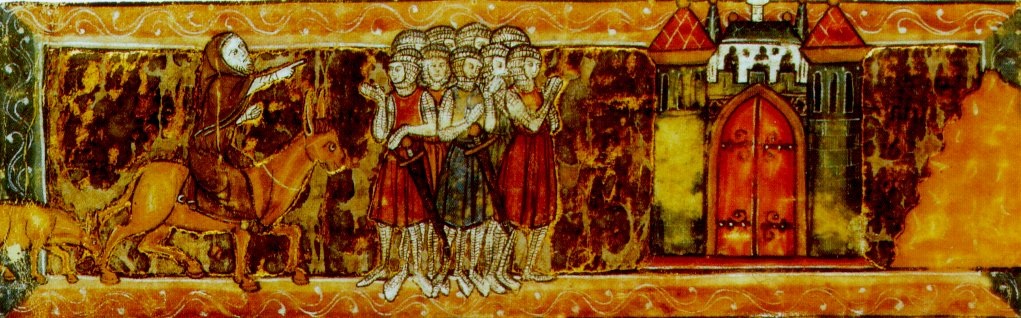
Pedro o Eremita, montado num burro, mostra o caminho de Jerusalém aos cruzados (iluminura francesa de cerca de 1270)

Depois de persuadir um número de germânicos a partir, Pedro iniciou a sua expedição ao liderar o provavelmente mais numeroso contingente da Cruzada Popular, com cerca de 40.000 peregrinos. Partiu de Colónia a 20 de Abril de 1096, atravessando o Sacro Império Romano-Germânico e a Hungria, seguindo o rio Danúbio.
Na sua travessia por este território, dezesseis homens do contingente de Gualtério Sem-Haveres tinham tentado pilhar um mercado em Semlin, na fronteira com o Império Bizantino. Depois de dominados, os dezesseis cruzados foram despojados das suas armaduras e roupas, que foram penduradas como aviso nas muralhas do castelo. Os seguidores de Pedro foram assim recebidos nesta cidade pela antagonizadora visão das dezesseis armaduras cruzadas.
Eventualmente uma disputa sobre o preço de um par de sapatos no mercado levou a um motim, que rapidamente se tornou num ataque à cidade pelos cruzados (provavelmente contra a vontade de Pedro), no qual 4.000 húngaros perderam a vida. A única forma de escaparem à ira do rei Colomano da Hungria foi passar o mais depressa possível para território bizantino.

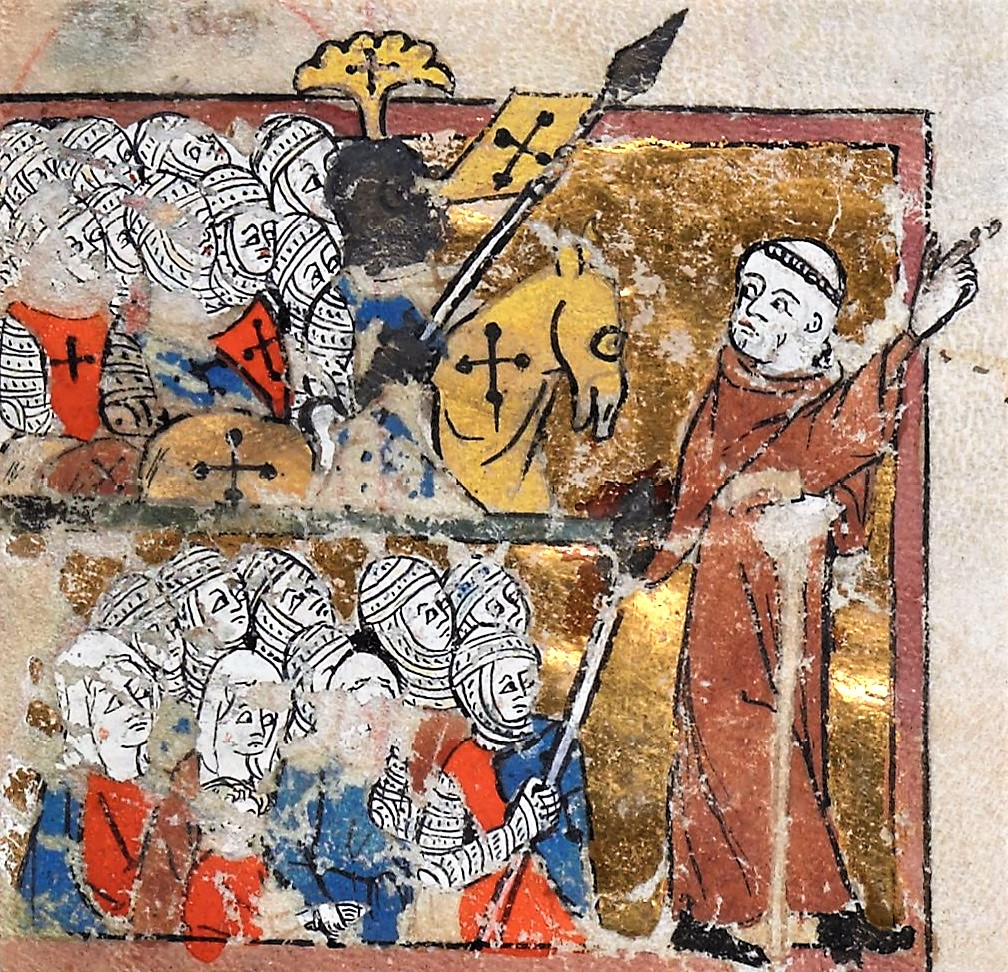
Pedro o Eremita a liderar os cruzados (iluminura medieval)

Ao fugirem, atravessando o rio Sava, os ocidentais chegaram a Belgrado, lutando contra as tropas da cidade. Os residentes fugiram e os cruzados pilharam e incendiaram Belgrado, e depois marcharam durante sete dias até chegar a Niš, a 3 de julho. O comandante desta cidade prometeu fornecer alimentos e uma escolta para os peregrinos até Constantinopla, se estes partissem imediatamente.
Pedro o Eremita partiu na manhã seguinte, mas alguns germânicos entraram em uma nova disputa com os locais na estrada e incendiaram um moinho. O conflito escalou até ao ponto de Niš enviar toda a sua guarnição contra os cruzados. O resultado foi a completa derrota do exército peregrino, que perdeu cerca de 10.000 cruzados, cerca de um quarto do seu total. Depois de se  reagruparem em Bela Palanka (na Sérvia), chegaram a Sófia a 12 de julho. Lá encontraram a escolta bizantina que os conduziria em segurança até Constantinopla, onde chegaram a 1° de agosto para se reunirem com o contingente de Gualtério.
O imperador Aleixo I Comneno viu-se a braços com uma expedição de peregrinos desordeiros, cujos próprios líderes não conseguiam controlar. Temendo mais tumultos e com mais cruzados a chegar ou a caminho da sua capital, apressou-se a transportar os 30.000 cristãos latinos pelo Bósforo.
Aleixo avisou o Eremita para não dar batalha aos turcos, que o bizantino acreditava serem guerreiros superiores a este exército desorganizado, e para aguardarem a chegada das tropas mais bem equipadas que estavam para chegar na Cruzada dos Nobres. Tem sido debatido se foi de propósito que o imperador não lhes forneceu guias bizantinos, que conheciam a Anatólia, sabendo que sem guias os cruzados seriam chacinados pelos turcos; ou se pelo contrário teriam sido os cruzados que insistiram em prosseguir a viagem pela Ásia Menor apesar dos seus avisos.

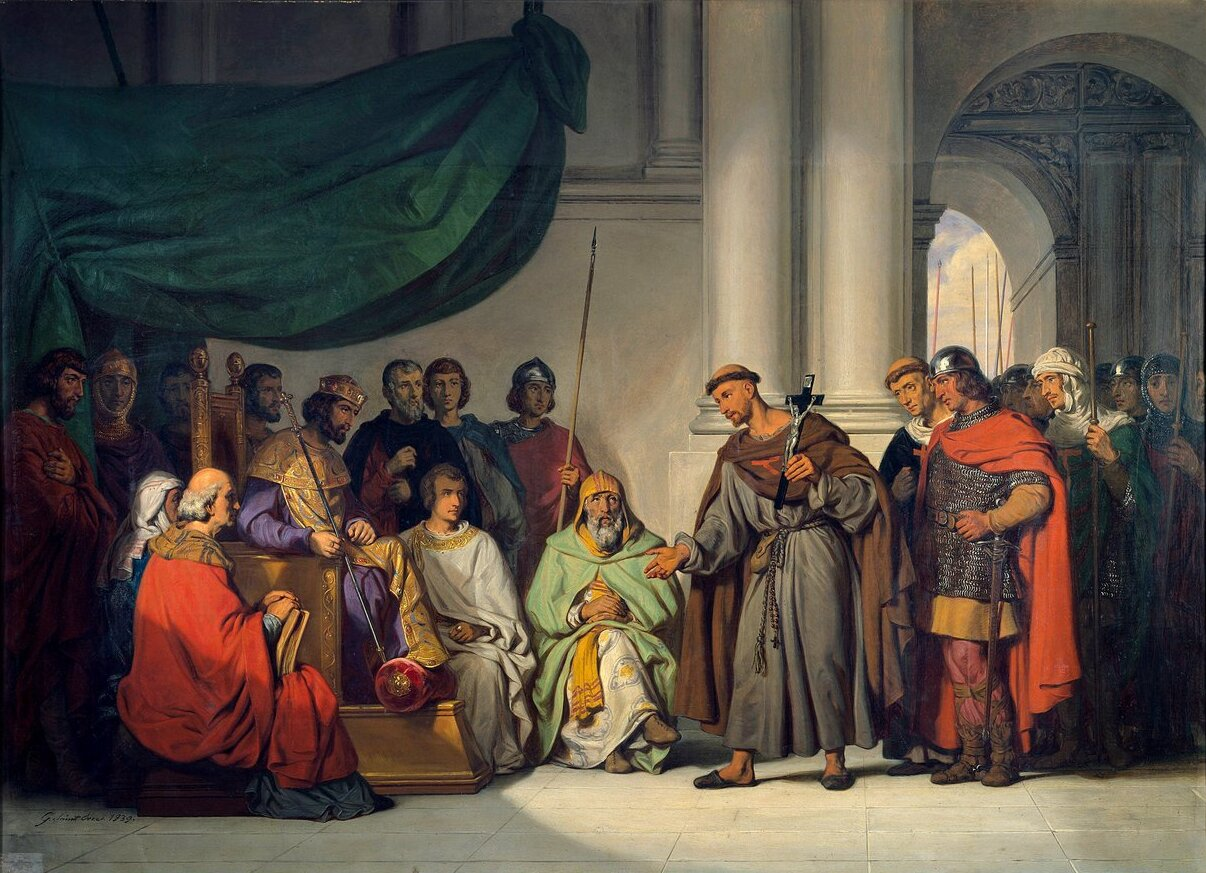
Pedro o Eremita a ser recebido na corte de Aleixo I Comneno (pintura do século XIX)

Os cruzados estabeleceram uma base temporária em acampamento usado por mercenários ao serviço do Império Bizantino, chamado Civitot. Entretanto as tensões entre francos de um lado, e germânicos e italianos do outro, resultaram em uma diferença de opiniões sobre como continuar. O exército separou-se em dois contingentes, o franco liderado por Godofredo Burel e o germânico/italiano por um italiano chamado Reinaldo.
6.000 germânicos foram derrotados pelos seljúcidas na fortaleza de Xerigordo. No entanto, dois espiões turcos no campo franco espalharam o rumor de que pelo contrário não só esta fortaleza tinha sido tomada, como também Niceia. Incentivados pela possibilidade de saque de uma cidade importante, os francos apressaram-se para lá chegar o mais depressa possível. Só mais tarde souberam a verdade de o que acontecera em Xerigordo. Com os cruzados tomados de pânico, Pedro o Eremita voltou a Constantinopla para obter mantimentos.
O exército turco aguardava em emboscada a cerca de três milhas do acampamento cruzado. Na batalha que se seguiu, os ocidentais seriam massacrados quase na totalidade, mas as crianças e os que se renderam foram poupados, provavelmente forçados a converterem-se ao Islão e escravizados. Para além de alguns sobreviventes dispersos, apenas cerca de 3.000 peregrinos se conseguiram refugiar num castelo abandonado. Eventualmente uma força bizantina chegou de barco e levantou o cerco turco para levar os ocidentais de volta a Constantinopla, onde muitos se reuniriam com Pedro o Eremita.

## Cruzada dos Nobres

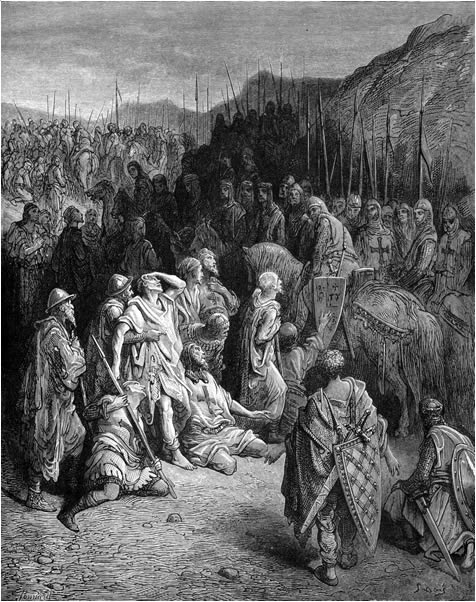
Os sobreviventes da Cruzada dos Mendigos encontram Godofredo de Bulhão na Cruzada dos Nobres (ilustração de Gustave Doré, século XIX)

Os sobreviventes da Cruzada Popular passaram o Inverno em Constantinopla, com pouca assistência dos bizantinos. Aguardavam a chegada da Cruzada dos Nobres para, sob escolta destes, poderem concluir a peregrinação a Jerusalém.
Os barões chegaram durante a Primavera de 1097 e o Eremita juntou-se a esta expedição como um membro do conselho. Apesar de os seus números nunca mais atingirem os 40.000 de 1096, os mendigos sob a sua responsabilidade foram aumentando durante a Cruzada dos Nobres com os cruzados entretanto desarmados, feridos ou falidos. Pedro apenas atraiu atenção ao proferir alguns discursos para motivar os companheiros. Ficou limitado a um papel subordinado durante o resto da expedição, que entretanto se tornara claramente em uma campanha militar e contava com o seu próprio líder espiritual, o legado papal Ademar de Monteil.
No entanto, a sua presença é referida no início de 1098, durante o cerco de Antioquia. Esta acção militar foi talvez a mais dura da Primeira Cruzada devido à sua longa duração (cerca de oito meses) e às dificuldades de abastecimento que os cruzados enfrentaram, sofrendo fome e doenças. Muitos plebeus e nobres, como o conde Estêvão de Blois, desesperaram e abandonaram a expedição nesta altura.
Descrito por Guiberto de Nogent como uma "estrela caída", o Eremita também tentaria desertar, juntamente com Guilherme le Charpentier, visconde de Melun. Tancredo de Altavila, temendo uma deserção generalizada, perseguiu os dois fugitivos e levou-os à força junto para junto do seu tio Boemundo de Tarento, que os repreendeu severamente.
No entanto, Guiberto e outras fontes referem que, quando foi a vez de os cruzados ficarem cercados em Antioquia pelo exército de Querboga, Pedro foi escolhido para parlamentar com o líder muçulmano e solicitar-lhe que levantasse o cerco. A 27 de junho, acompanhado de um intérprete chamado Herluin que falava a língua árabe, terá sugerido que a posse da cidade fosse decidida em duelo, mas Querboga teria recusado e posteriormente seria derrotado na batalha de Antioquia.

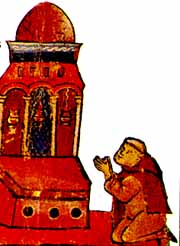
Pedro a rezar no Santo Sepulcro (iluminura medieval na Histoire d'Outreme de Guilherme de Tiro)

Pedro volta a surgir nas crónicas como tesoureiro das esmolas no Cerco de Arqa em março de 1099, e no Monte das Oliveiras a 8 de julho, no Cerco de Jerusalém. Durante esta acção militar os cruzados marcharam em procissão, pretendendo que as muralhas desta cidade caíssem da mesma forma que a Bíblia relata ter acontecido com Josué no cerco de Jericó. Pedro o Eremita foi um dos oradores dos sermões que suplicavam a intervenção divina. Posteriormente é descrita a sua presença em Jerusalém, depois da conquista desta cidade e antes da batalha de Ascalão. No final de 1099 foi para Lataquia e de lá apanhou uma embarcação para o ocidente, desaparecendo das crónicas.

## Regresso à Europa
Os últimos anos da vida de Pedro o Eremita ainda são assunto de debate. Alberto de Aquisgrão registrou a morte de Pedro em 1131, como prior de uma Igreja do Santo Sepulcro que fundara na França. Uma lenda conta que em 1100 estava em Huy, onde fundou o mosteiro de Neufmoustier e morreu em 1115. Esta parece ter origem nos escritos do teólogo Jacques de Vitry que, para ganhar adesão à Cruzada albigense, teria manipulado a história para alegar a ligação de algumas figuras heróicas a Pas-de-Calais e junto ao curso do rio Mosa.
No entanto, o obituário da Abadia de Neufmoustier em Huy parece confirmar estas informações. Na página de 8 de julho de 1115, afirma que neste dia ocorreu «a morte de Dom Pedro, de piedosa memória, venerável padre e eremita, que merece ser designado pelo Senhor por anunciar a primeira, Santa Cruz [...] após a conquista da Terra Santa, Pedro voltou ao país natal [...] fundou esta igreja [...] e aqui escolheu uma sepultura adequada».